# تقليد هوبويل

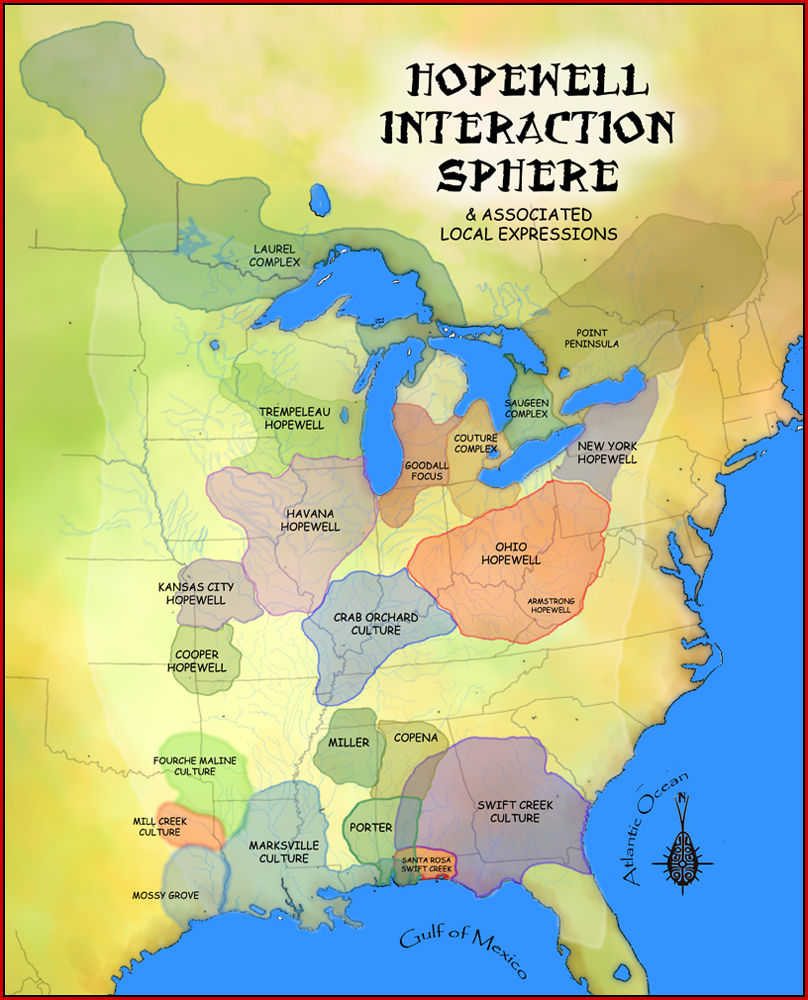
مساحات هوبويل التفاعلية و التعبيرات المحلية لتقليد هوبويل

تقليد هوبويل (بالإنجليزية: Hopewell)‏ وتسمى أيضاً بشكل غير صحيح ثقافة هوبويل هو مصطلح يستخدم لوصف الجوانب المشتركة للثقافة الاميركية الأصلية التي ازدهرت على امتداد الأنهار في شمال شرق الولايات المتحدة والغرب الأوسط من عام 200 قبل الميلاد إلى عام 500 للميلاد. تقليد هوبويل لم يكن ثقافة واحدة أو مجتمعاً واحداً، ولكنه كان عبارة عن مجموعة واسعة من السكان المتفرقين ذوو الصلة ببعضهم البعض غبر شبكة من الطرق التجارية المشتركة  المعروف باسم نظام تبادل هوبويل. في مداه الأعظم امتد نظام تبادل هوبويل من جنوب شرق الولايات المتحدة إلى الشواطئ الكندية جنوب شرق بحيرة أونتاريو. ضمن هذا المجال شاركت المجتمعات في درجة عالية من التبادل مع أكبر قدر من النشاط على طول الممرات المائية. وتلقى نظام تبادل المواد هوبويل من جميع أنحاء الولايات المتحدة. تداول معظم البنود والمواد الغريبة، وقد وردت من قبل الناس الذين يعيشون في المناطق التجارية الرئيسية والصناعات التحويلية. هؤلاء الناس ثم تحويل هذه المواد إلى المنتجات وتصديرها من خلال شبكات الصرف المحلية والإقليمية. المنتجات التي أنشأها نظام تبادل هوبويل انتشرت على أوسع نطاق، وقد شهدت العديد من المدافن في خارج منطقة الغرب الأوسط.

## السياسة والتسلسل الهرمي
تحمل ثقافة هوبويل الموروثة عن أسلافهم في أدينا تقسيمًا طبقيًا اجتماعيًا أوليًا. سمح ذلك بزيادة الاستقرار الاجتماعي وتعزيز المكانة الاجتماعية والطبقية الاجتماعية والاستخدام المتخصص للموارد، وربما النمو السكاني. أحرقت مجتمعات هوبويل معظم موتاها وأبقت عادة الدفن للأفراد الأكثر أهمية فقط. في بعض المواقع، بدا أن الصيادين منحوا مكانة أعلى في المجتمع: كانت قبورهم أكثر دقة واحتوت على أغراض أكثر ترمز لمكانتهم.
كان لشعوب هوبويل زعماء، لكنهم لم يتمتعوا بذلك النوع من السلطة المركزية التي تسمح لهم بإيعاز قوات من الخدم أو الجيوش. من المرجح أن تلك الحضارات منحت عائلات معينة مكانة مميزة. يرى بعض الباحثين أن تلك المجتمعات شهدت ظهور «كبار القوم». اكتسب أولئك القادة مناصبهم جراء قدرتهم على إقناع الآخرين بالتوافق معهم في أمور مثل التجارة والدين. ربما كان بوسعهم أيضًا زيادة نفوذهم عبر خلق التزامات متبادلة مع أفراد مهمين آخرين في المجتمع. أيًا كان أساس منصبهم وقوتهم، فإن ظهور «كبار القوم» كان خطوة أخرى نحو تطوير التنظيم الاجتماعي السياسي الطبقي ذي تنظيم عالٍ يسمى «الزعامة».
ارتبطت مستوطنات هوبويل بطرق تجارية واسعة ومعقدة؛ كانت بمثابة شبكات اتصالات، كما كانت وسيلة تجمع الناس في الاحتفالات الهامة.

## الروابي الترابية
لعل أكثر ما يميز عصر تقليد هوبويل هو الروابي الترابية. تكهن الباحثون بالمقصد وراءهم ولا يزال الجدل حيال ذلك مستمرًا. الأعمال الترابية الهندسية الكبيرة هي واحدة من أكثر المعالم الأثرية إثارة للإعجاب في أميركا الأصلية على مدى قبل التاريخ الأميركي، وبنيت على يد حضارات تتبع تقليد هوبويل. تتميز روابي وودلاندز الشرقية بأشكال هندسية مختلفة وتبلغ ارتفاعات مذهلة. بنيت بعض الأعمال الترابية المنحوتة، التي سميت بالروابي التمثالية، على شكل حيوانات، وطيور، أو ثعابين متلوية. بفضل الأدلة والدراسات الاستقصائية الكثيرة، إضافة إلى الحالة الجيدة التي بقيت عليها أكبر الروابي الترابية، يمكن استخلاص كميات أكبر من المعلومات حولها.
يفترض عدد من العلماء، منهم الدكتور برادلي تي. ليبر، المناظر في علم الآثار في الجمعية التاريخية لأوهايو، أن الأعمال الأرضية ثمانية الأضلاع، التي هي جزء من الأعمال الترابية في نيوارك، أوهايو، كانت مرصدًا قمريًا. يعتقد أنها موجهة إلى دورة مداها 18.6 عامًا تتبع الحدود الدنيا والعليا للشروق القمري ومضبوطة على الأفق المحلي. يغطي الهيكل الثماني مساحة 50 فدانًا، أي بحجم 100 ملعب كرة قدم. أنهى الدكتور جون إيدي دراسة غير منشورة في عام 1978، واقترح وجود اصطفاف قمري مخصص للهيكل الثماني. كان راي هيغلي وروبرت هورن من كلية إيرلهام في ريتشموند، إنديانا، من أول الباحثين في تحليل الخطوط البصرية القمرية للأعمال الترابية في نيوارك (1982) وأعمال هاي بانكس (1984) في شيليكوت، أوهايو.
لاحظ كريستوفر تيرنر أن دائرة فيرغراوند في نيوارك أوهايو تصطف مع شروق الشمس في الرابع من مايو، وتسجل شروق شمس الربع الفصلي لشهر مايو. في عام 1983، أظهر تيرنر أن الأعمال الأرضية في هوبتون ترمز إلى العديد من أنماط شروق كل من الشمس والقمر، بما في ذلك الانقلاب الشتوي والصيفي، والاعتدال، وأيام الربع الفصلي، والظواهر القمرية القصوى، لخطوطها المستقيمة والموازية الدقيقة.
كتب ويليام إف. رومين كتابًا حول موضوع «الفلكيين، المهندسين، والسحرة» فيما يخص الأعمال الأرضية.
تحوي الكثير من الروابي الترابية على أنواع مختلفة من المدافن البشرية. وجدت أيضًا قبور ثمينة وأغراض دفن في الروابي. شملت تلك الأغراض أشياءًا مصنوعة من النحاس والميكا والسبج (زجاج بركاني أسود)، التي جاءت إلى المنطقة من على بعد مئات الأميال. كما صنعت أشكال معقدة باستخدام الحجارة والسيراميك.

## أساليب التعبير المحلية لتقاليد هوبويل
بالإضافة إلى تقليد هوبويل أوهايو آنف الذكر، انخرطت مجموعة أخرى من حضارات حقبة وودلاند الوسطى في تقليد هوبويل وشاركت في شبكة تبادل هوبويل.

### حضارة أرمسترونغ
كانت حضارة أرمسترونغ مجموعة هوبويل في وادي نهر بيغ ساندي في شمال شرق كنتاكي وغرب فرجينيا امتد ودها بين عامي 1 و500 ميلادية. يعتقد أن حضارة أرمسترونغ شكلت متغيرًا إقليميًا من تقليد هوبويل أو مجموعة وودلاند الوسطى المتأثرة بتقليد هوبويل الذين اختلطوا سلميًا بشعوب أدينا المحلية. وصفها عالم الآثار الدكتور إدوارد ماكمايكل بأنها ثقافة تجارية دخيلة شبيهة بهوبويل أو طليعة من تقليد هوبويل الذي ربما استوعب حضارة أدينا بشكل سلمي في وادي نهر كاناواها. من المعتقد أن ثقافتهم وآدينا قد تطورت ببطء لتشكل شعب باك غاردن.

### حضارة كوبينا
كانت كوبينا ثقافة هوبويلية في ألاباما الشمالية، وميسيسيبي، وتينيسي، بالإضافة إلى أقسام أخرى من المنطقة المجاورة بما فيها كنتاكي. أطلق الباحثون اسم كوبينا استنادًا إلى الأحرف الثلاثة الأولى من عنصر النحاس بالإنكليزية (كوبر)، والأحرف الثلاثة الأخيرة من معدن الغالينا، إذ غالبًا ما وجدت قطع من النحاس والغالينا في مدافن كوبينا.

### حضارة كراب أوركارد
خلال متوسط حقبة وودلاند، ازداد عدد سكان حضارة كراب أوركارد ليتحولوا من نمط متبعثر متشتت من إلى مكسرات صغيرة وكبيرة. تركزت تجمعاتهم على المصاطب والسهول الفيضية المرتبطة بقناة نهر أوهايو في جنوب إنديانا، جنوب إلينوي، وشمال غرب وكنتاكي. يقع حصن أوبيامس في أقصى الحدود الغربية لحضارة كراب أوركارد. يذكر هذا العمل الأرضي الكبير الذي يشبه شوكة رنانة بتلك التي لدى حضارة أوهايو هوبويل. إن الأمثلة على أحد أنواع الزينة الفخارية التي وجدت في موقع مان توجد أيضًا في مواقع تتبع ثقافة هوبويل في أوهايو (تشمل تلك المواقع أعمال سييف الأرضية، وروكهولد، وهارنس، وتيرنر)، فضلًا عن المواقع الجنوبية الشرقية التي تضم تراكيب تتبع ثقافة هوبويل، مثل خندق ماينر، وتلال ليك الترابية، وموقع 9HY98، وموقع ماندفيل في جورجيا، وموقع ييروود في جنوبي تينيسي.

## وصلات خارجية
- تاريخ مجتمع أوهايو
- تاريخ شمال شرق أمريكا
- موقع شروق الشمس الثماني الألكتروني
- ذاكرة أوهايو